# Komisar Kriš
Komisar Kriš je drama Petra Božiča. Drama je izšla leta 1978 v reviji Problemi, v knjižni obliki pa leta 1982 pri založbi Mladinska knjiga. Dramo so prvič uprizorili leta 1979 v SNG Drama v Ljubljani.

## Vsebina
Drama je sestavljena iz dveh dejanj in 59 prizorov. Dogajanje se najprej odvija v 16. stoletju, nato se preseli v jesen leta 1942, čas oborožene vstaje in krepitve belogardističnega nasilja v Sloveniji. Drama opisuje še dogodke po osvoboditvi in 20 let zatem. Dramo zaznamuje nenehna borba vsakega z vsakim. To je svet brez vrednot, kjer je nasilje zakon, resnica izgubljena. Tu vladata le zločin in smrt. Zločini ne izhajajo iz užitka ali kršenja norm, temveč so izraz zbeganosti, dezorientacije, izgube smisla in s tem končne prevlade niča in kaosa. 